# Vlag van Durbuy
De vlag van Durbuy is op onbekende bij raadsbesluit vastgesteld als de van de gemeente Durbuy in de Belgische provincie Luxemburg. De vlag kan als volgt worden beschreven:
Twee even lange banen van blauw en van wit met op het midden het gemeentewapen.
Dit is de traditionele vlag van de stad. Het wapen van Durbuy lijkt erg op het wapen van Luxemburg, maar de leeuw is effen rood en heeft geen kroon. Het schild is wel gekroond.